# پرل جم
پرل جم (به انگلیسی: Pearl Jam) گروه موسیقی راک آمریکایی است که در سال ۱۹۹۰ در سیتل شکل گرفت. اعضای فعلی گروه عبارتند از: ادی ودر (خوانندهٔ اصلی و گیتاریست)، جف ایمنت (نوازندهٔ گیتار بیس)، استون گوسارد (ریتم گیتاریست) و مایک مک کریدی (لید گیتاریست). درامر فعلی گروه، مت کامرون، عضو سابق گروه ساوند گاردن است که از سال ۱۹۹۸ با پرل جم همکاری دارد.
این گروه در رقابت با نیروانا به شهرت رسید، و با آهنگ دختر در یوتیوب (به انگلیسی: Daughter) و جرمی در یوتیوب (به انگلیسی: Jeremy) به دنیای مشاهیر راک وارد شد، و حتی جایزه گرمی بُرد.